# Chemické útoky v Ghútě
Chemické útoky v Ghútě se odehrály 21. srpna 2013 v průběhu občanské války v Sýrii. Došlo k nim na východních předměstích Damašku, hlavního města Sýrie, v oblasti Ghúta v muháfaze Ríf Dimašq. Podle zjištění Organizace spojených národů bylo použito 350 litrů sarinu. Počet obětí dosáhl stovek, přičemž povstalecká Svobodná syrská armáda oznámila 1729 mrtvých a až 6000 zasažených, zatímco nezávislá organizace Lékaři bez hranic potvrdila k 24. srpnu zhruba 3600 ošetřených a 355 mrtvých. Jedná se o největší využití chemických zbraní od iráckého útoku v Halabdže proti Kurdům v roce 1988.
Podle povstalců chemické zbraně použila syrská armáda podporující režim Bašára al-Asada, režim naopak viní z použití zbraní povstalce. Sýrie byla v době útoku jedním z pěti států, které nepodepsaly Úmluvu o chemických zbraních, respektive jedním ze sedmi, které ji neratifikovaly, a syrská vláda v roce 2012 přiznala, že chemické zbraně má. Přesvědčení, že chemické útoky má na svědomí vládnoucí režim, vyjádřily ústy svých představitelů mimo jiné Spojené státy americké, Francie a Spojené království, a zároveň začaly plánovat nějakou formu vojenského zásahu.
Naopak Rusko a Írán, které se v konfliktu staví dlouhodobě na stranu Asadova režimu, vyjádřily přesvědčení, že za útoky stojí povstalci, a Čínská lidová republika zaujala zdrženlivý postoj. Vzhledem k tomu, že stálí členové Rady bezpečnosti OSN Čína a Rusko se nechystali podpořit odvetný vojenský zásah proti Asadovu režimu, byla západními spojenci v reakci na útoky zvažována možnost zasáhnout bez mandátu Organizace spojených národů podobně jako Severoatlantická aliance zasáhla v roce 1999 v Kosovu.